# Martensche Ziegelei
Martensche Ziegelei war ein Wohnplatz bei Necknin im Gebiet der preußischen Provinz Pommern. 
Um 1850 lag die Ziegelei bei Necknin etwas südlich der Chaussee Kolberg–Körlin; um 1864 wurden 11 Einwohner gezählt. Um 1900 wurde die Ziegelei an eine neue Stelle nördlich der Chaussee (ab 1932/1934 Reichsstraße 124) verlegt. Im Jahre 1905 wurden 6 Einwohner gezählt. Letzter Besitzer der Ziegelei war bis 1945 der Kolberger Baumeister Otto Marten.
Bis 1945 bildete Martensche Ziegelei einen Wohnplatz in der Gemeinde Necknin und gehörte mit dieser zum Kreis Kolberg-Körlin in der preußischen Provinz Pommern.
1945 kam der Wohnplatz, wie ganz Hinterpommern, an Polen. Heute liegt die Stelle im Gebiet der polnischen Gmina Kołobrzeg (Landgemeinde Kolberg); die Bebauung an dieser Stelle hat in polnischer Sprache keinen besonderen Ortsnamen. 